# استان قبه-خاچماز

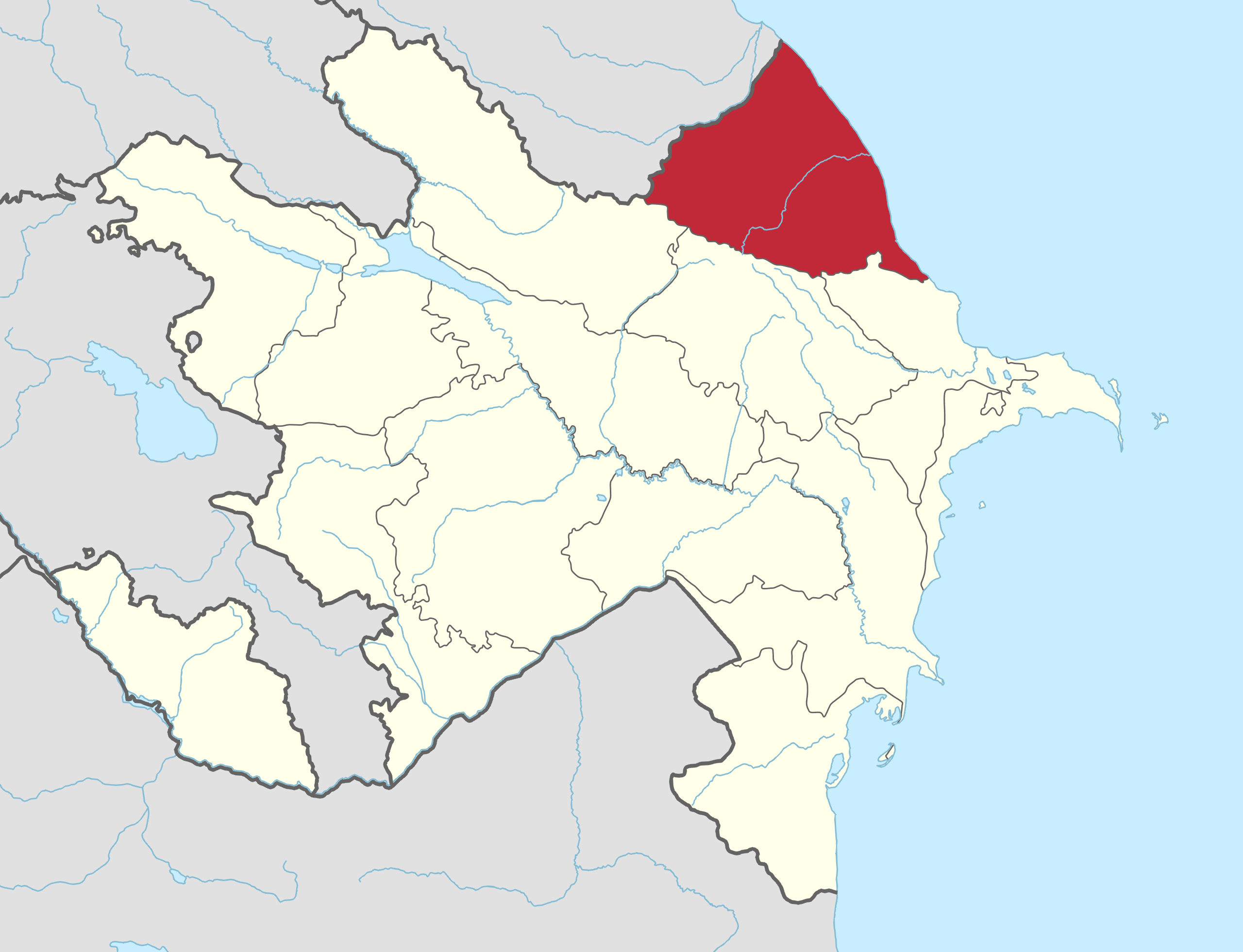
موقعیت استان قبه-خاچماز در نقشهٔ تقسیمات کشوری جمهوری آذربایجان.

استان قبه-خاچماز (به ترکی آذربایجانی: Quba-Xaçmaz İqtisadi Rayonu) یکی از بخش‌های ۱۴ گانهٔ سطح اول تقسیمات کشوری در جمهوری آذربایجان است.
این استان با ۶٬۹۶۰ کیلومتر مربع وسعت، پنجمین بخش کشور و با ۵۵۴٬۷۰۰ نفر جمعیت، نهمین بخش کشور محسوب می‌شود.
استان قبه-خاچماز از سمت شرق به دریای خزر، از سمت غرب به کشور روسیه و از سمت جنوب به استان‌های شکی-زاقاتالا، آب‌شوران-خیزی و شیروان کوهستانی محدود شده‌است.
این استان به ۵ قسمت شامل ۵ «شهرستان» یا «منطقه» (Rayon) تقسیم شده‌است و فاقد «شهر تابع جمهوری» (Respublika Tabeli Şəhər) است:

## فهرست شهرهای تابع جمهوری
ندارد.

## فهرست شهرستان‌ها
| ردیف | نام شهرستان | مساحت (کیلومتر مربع) | جمعیت (۲۰۰۹) | جمعیت (۲۰۱۹) | رتبه در استان |
| ---- | ----------- | -------------------- | ------------ | ------------ | ------------- |
| ۱    | خاچماز      | ۱٬۰۶۰                | ۱۵۹٬۲۰۰      | ۱۷۸٬۱۰۰      | ۱             |
| ۲    | قبه         | ۲٬۶۱۰                | ۱۵۲٬۵۰۰      | ۱۷۱٬۷۰۰      | ۲             |
| ۳    | قوسار       | ۱٬۵۰۰                | ۸۷٬۸۰۰       | ۹۸٬۱۰۰       | ۳             |
| ۴    | شابران      | ۱٬۰۹۰                | ۵۱٬۵۰۰       | ۵۹٬۳۰۰       | ۴             |
| ۵    | سیه‌زن       | ۷۰۰                  | ۳۷٬۷۰۰       | ۴۲٬۲۰۰       | ۵             |